# Joel T. Headley
Joel Tyler Headley, född den 30 december 1813 i staten New York, död där den 16 januari 1897, var en amerikansk historiker och etnolog.
Headley blev pastor i Stockbridge i Massachusetts 1839. Åren 1842–1843 företog han en resa i Europa samt utgav Letters from Italy (1845) och The Alps and the Rhine (samma år; bägge arbetena förenade 1849). Därefter ägnade han sig helt och hållet åt litterär verksamhet och utgav bland annat Napoleon and his marshals (2 band, 1846; många upplagor), Washington and his generals (2 band, 1847), History of the second war between England and the United states (2 band, 1853), The Great rebellion: a history of the civil war in the United states (2 band, 1863-1866), Life and travels of general U. S. Grant (1880; ny upplaga 1885). Headleys samlade Historical works utgavs 1888 (6 band).